# Lafleur (marionnette)
Pour les articles homonymes, voir Lafleur.
Lafleur est un héros et personnage principal du Théâtre amiénois de cabotins. Au XIXe siècle, il existait plus de soixante-dix théâtres de marionnettes à Amiens, dont beaucoup de théâtres disparurent avec la Première Guerre mondiale et l'invention du cinématographe. Ce personnage connut une renaissance et un vif succès populaire local de 1930 à 1960, grâce au Théâtre des Amis de Lafleur puis au Théâtre de Chés Cabotans d'Amiens. C'est avec Maurice Domon, fondateur de Chés Cabotans d'Amiens que le répertoire devient une réelle critique sociale. La Cie Picaresk est issue des Compagnons de Lafleur. Ils sont dans la même lignée artistique des Amis de Lafleur. 
En juin 2017, Lafleur a été utilisé comme emblème de la campagne législative menée par le journaliste François Ruffin.

## Le personnage
Lafleur est une marionnette à tringles et à fils, Cabotin ou Cabotan en picard d'Amiens, habillée en costume de velours souvent rouge, à l'image des laquais du XVIIIe, avec une chemise à jabot, des bas souvent rayés rouge et blanc et un chapeau tricorne. 
On ne sait pas exactement à quelle période il est apparu dans le théâtre de marionnettes amiénois, le plus ancien de la collection du musée de Picardie remontant à 1811. Un article d'Alfred Ansart présente une photo avec un Lafleur qui remonterait à la période révolutionnaire, ayant un visage en terre cuite et des bas bleu-blanc-rouge.
On peut mettre en parallèle son espièglerie et sa « combativité » face à l'uniforme avec celles du personnage qu'incarna, au cinéma, Charlie Chaplin.
Il se caractérise, en dehors de sa langue (le picard), par :
- son franc parler, son esprit frondeur et moqueur,
- ses querelles et ses travers (boire, manger et ne rien faire),
- les réprimandes que lui adresse régulièrement sa compagne, Sandrine,
- ses démêlés avec l'autorité, incarnée par des gendarmes, souvent ridiculisés, et qu'il rudoie à grands coups de pied, jambe tendue. Ses charges (un peu comme des ruades vers l'avant, ou des assauts d'escrimeur) parsèment le scénario comme un refrain.

### QuelquesLafleursuccessifs
- Marionnette de Louis Bellette :

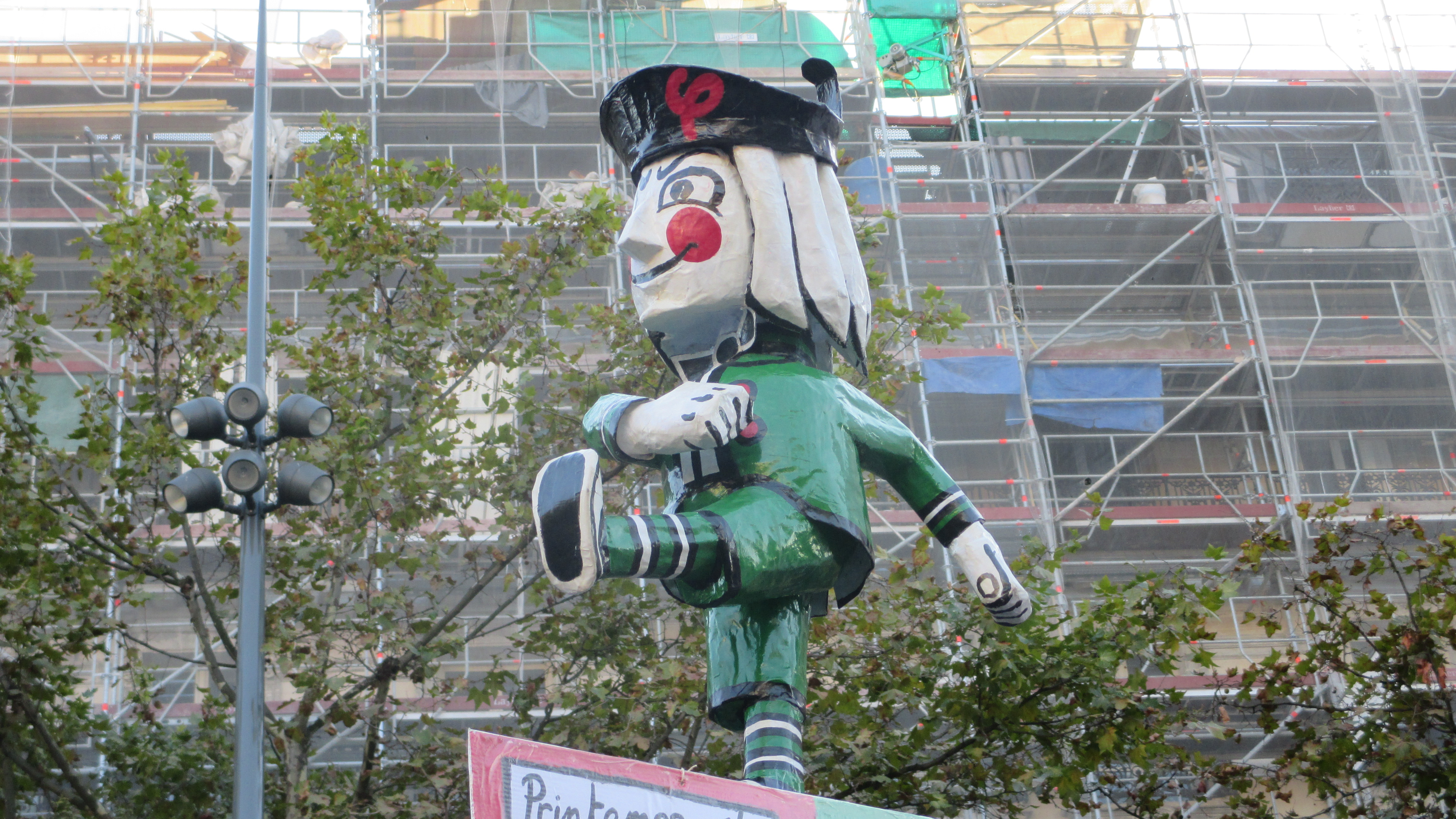
Le personnage de Lafleur frappant avec le pied, figure de «Picardie debout», ici à la marche du 23 septembre 2017 contre le coup d'État social et contre Emmanuel Macron, organisée par La France insoumise.

  - visage aux joues rondes et colorées, au nez en forme de petit pois, et au sourcil (unique ?) très épais
  - natte redressée sur le dessus du chapeau et décorée par un ruban qui s'y enroule
  - veste courte, équipée de 4 gros boutons clairs cousus sur la partie supérieure, décorée par un liseré clair sur les bordures, les revers de manches et de poches
- Marionnette des « Amis de Lafleur » :
  - visage aux pommettes anguleuses et au nez fin
  - veste longue avec liseré clair aux seuls revers de manches et de poches
- Marionnette des « Cabotans » :
  - visage plus jeune, veste très simple (sans motifs clairs, sans liseré décoratif)
    - Lafleur fut aussi un geant d'Amiens en 1982.
- Marionnette Aravys :
  - visage jovial, moqueur
  - veste mi-longue ornée d'un liseré doré.

## Les compagnons de Lafleur (personnages satellites)
- Le cadoreux de ville (agent de police) ;
- Popaul Calicot ;
- Tchot Blaise ;
- Sandrine ;
- Papa Tchu Tchu ;
- Le cadoreux des champs (garde-champêtre).

Les marionnettes Popaul Calicot et Papa Tchu Tchu ont été créées au XIXe siècle par le menuisier et artiste Joseph Charlemagne Luglien (dit Eugène) Gacquer.

## Histoire
Transcription du texte de Pierre Dubois paru après 1937 dans un numéro spécial du Progrès de la Somme (quotidien régional)[Quoi ?].
Certains des titres ci-dessous, en picard, ont été traduits.
Plusieurs auteurs ont noté (et déploré) la disparition rapide des nombreux petits théâtres de marionnettes amiénois vers 1900. Si la défection du public s'expliquait par la concurrence du cinématographe, une autre raison a pu être constatée : la reconversion de certaines salles par leurs propriétaires plus commerçants que passionnés. La plupart des marionnettistes étaient des employés de l'industrie textile, qui n'étaient souvent pas occupés à plein temps, et parfois en chômage technique ; l'activité de marionnettiste leur apportait un revenu complémentaire. Certains documents apportent un éclairage supplémentaire : dans un cahier des recettes et dépenses du Théâtre de l'Odéon Picard, un brouillon d'une lettre nous informe des difficultés financières de la famille de l'auteur qui réclame une aide à la ville. On constate un lien entre la disparition relativement rapide des théâtres avec la disparition de l'industrie textile à Amiens.

### Les compagnies et les théâtres de marionnettes

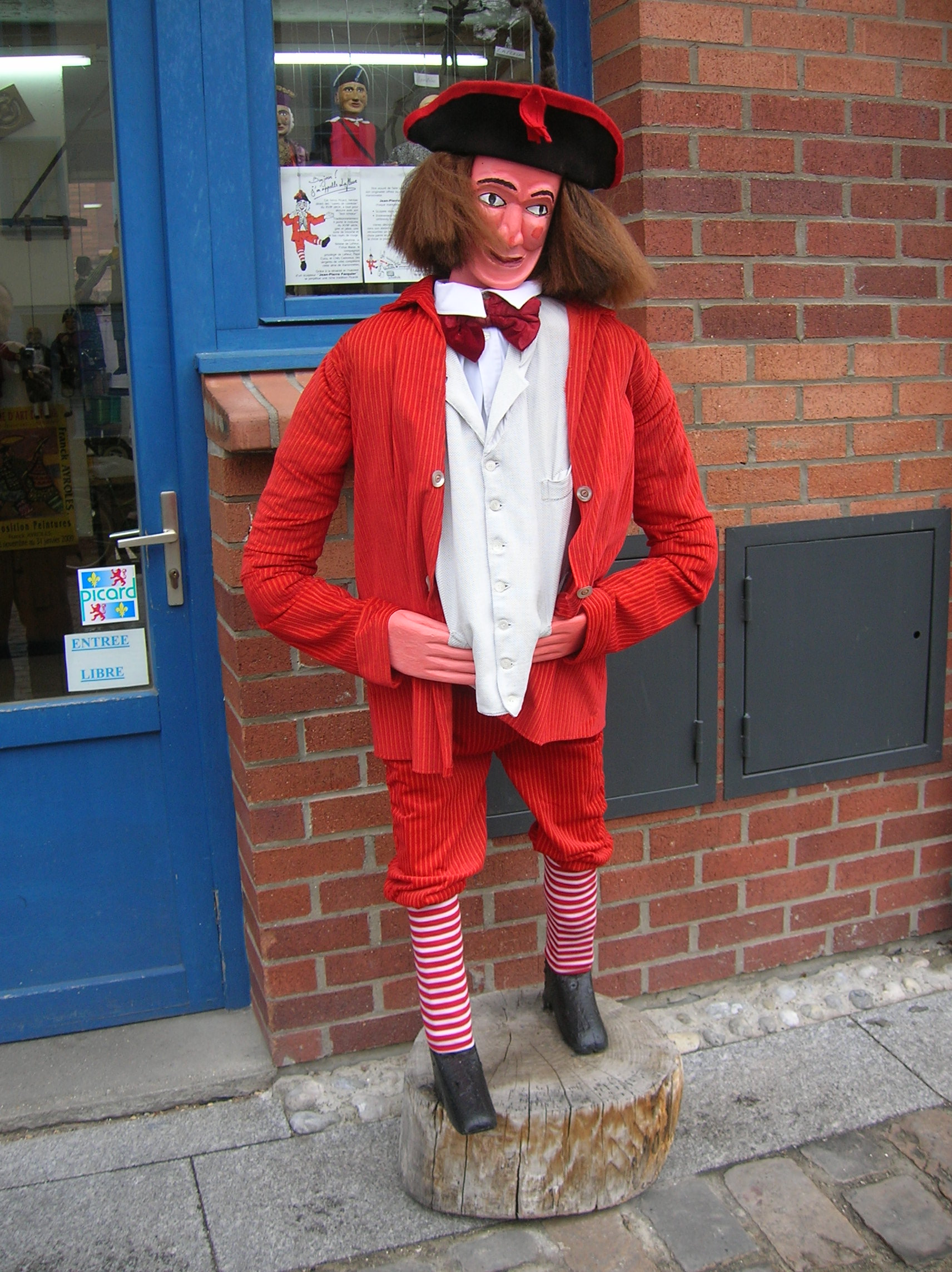
Lafleur devant le magasin de Jean-Pierre Facquier, sculpteur de cabotans à Amiens.

Durant le XIXe siècle, Amiens a connu plus de soixante dix théâtres de cabotans, les dernières traces de ces théâtres sont encore visibles au travers des façades d'une maison de la rue Rigolot où l'un des frères Barbier avait installé ses tréteaux et le Logis du Roy actuel où était installé le théâtre de Delache. À la fin des années 1920, le théâtre de marionnettes amiénois va se moderniser, c'est que l'on pourrait appeler La rénovation des cabotans, les chefs de file de ce mouvement sont René Villeret,Andre Devos, Maurice Domon, Eugène Thérasse, etc. À partir de là, des compagnies théâtrales vont naître:
- Chès Cabotans d'Abbevillois, fondé par André Huska en 1925: ayant acheté en 1922 pour la somme de 800 francs un jeu de cabotans à Julien Barbier, directeur du Théâtre des Bouffes-Picards, rue du Grand Vidame, Andrè Huska arpenta la campagne abbevilloise avec son théâtre de Chès Cabotans Abbevillois jusqu'en 1962 .
- Les Amis de Lafleur, fondé par René Villeret et Andre Devos en 1930 .
- Les Cabotins de Villers-Bretonneux (années?)
- Chès Cabotans d'Amiens, fondé ensuite par le même Maurice Domon en 1933 .
- Ch'Réveil ed Lafleur et Les Compagons de Lafleur, fondés par Pierre Louchard au début des années 1960 .
- Le Royaume des Pantins, fondé par Claude Portemer durant les années 1970.
- La Compagnie Picaresk fondée par Laurent Devime en 1991

Principales pièces de théâtre de marionnettes aménois :
- Édouard David (auteur picardisant, 1863-1932) :
  - Les histoires de Lafleur (1906)
  - Les contes de Lafleur (1920)
  - Le vieux Lafleur (1926)
  - Un pari de Lafleur (1929)
- René de Soutter :
  - La chanson de Lafleur (1923)
- Maurice Domon (créateur en 1933 de la compagnie des Cabotans d'Amiens et auteur, 1903-1983) :
  - Théâtre de cabotans
- Edgar Droyerre :
  - Histoire de Lafleur (1952)
- Léon Gaudefroy :
  - Le mariage de Lafleur (1907)
  - Lafleur, médecin suppléant
  - Les étrennes de Lafleur
  - Lafleur à Mers

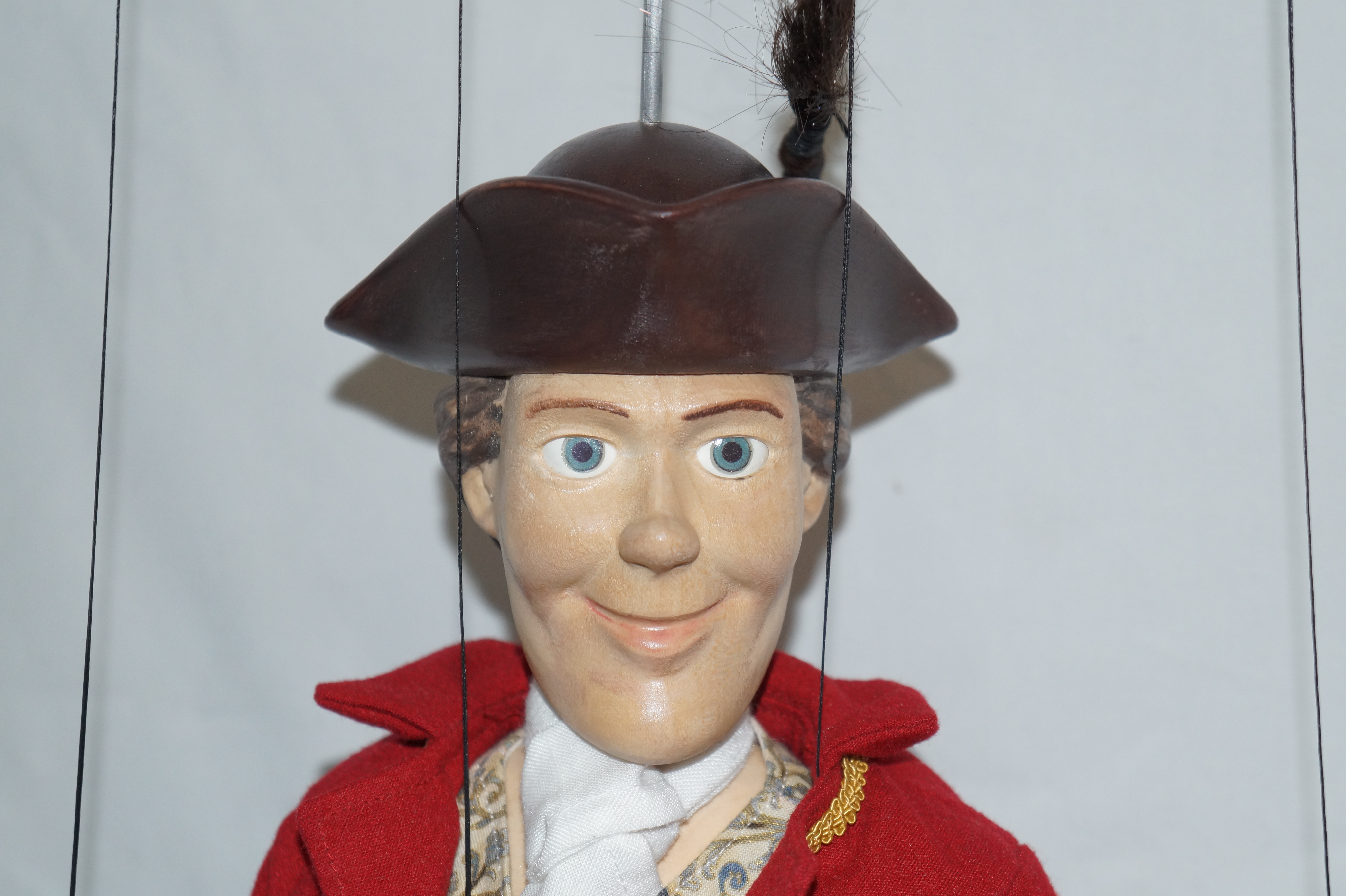
Marionnette Lafleur Aravys en tilleul.

- Ernest Héren (Molliens-au-bois) (1871-1937)
  - Autour d'einne berche (1903)
  - Morceaux choisi de patois picard (1904)
  - Éche jonne marié (1912)
  - Eche patalon (1925)
  - Moison dé ch'Maire, ou : l'arrivée de la Parisienne (1926)
- Frédéric Lemaire :
  - Le vote de Lafleur (1926)

Les continuateurs :
- Jacques Auvet et Françoise Rose continuateurs de Chès Cabotans d'Amiens
- Pierre Louchard : Ch'réveil ed'Lafleur puis Les Compagnons de Lafleur
- Jean-Pierre Facquier (sculpteur de marionnettes)
- Michel Petit (peintre et sculpteur de marionnettes)
- Claude Portemer et Jean-François Dabonneville : Le Royaume des pantins dans les années 1970.
- Pierre Garnier (enseignant et poète né en 1928) : Les Cabotans (1978)
- Françoise Rose-Auvet (interprète du rôle de Sandrine depuis 1966)
- Frédéric Domon interpréta comme diseu (conteur-comédien) le rôle de Lafleur.
- Laurent Devime (conteur, marionnettiste) : Lafleur de la Cie Picaresk

- Productions vidéo et films : 
Alintour avec ch'Lafleur 22 films courts de 1 min 20 s (production : Vic Production et Agence pour le Picard, auteur : Laurent Devime) 
Les cousins à ch'Lafleur film documentaire de 52 min (production : Cie Picaresk, réalisateur : Leu-Wenn Delabie, auteur : Laurent Devime)
- Académie d'ches Lafleur : assemblée parodique, réunie en un banquet, qui perpétue l'esprit de dérision de Lafleur en décernant chaque année un Lafleur ed chuque et un Lafleur ed brin